# Белявин, Евель Самуилович

Могила Белявина на Восточном кладбище Минска.

Яков (Евель) Самуилович Белявин (1920—1972), участник Великой Отечественной войны, заместитель командира эскадрильи 80-го гвардейского бомбардировочного авиационного полка (1-й гвардейской бомбардировочной авиационной дивизии, 1-го бомбардировочного авиационного корпуса, 5-й воздушной армии, Степного фронта). Герой Советского Союза (1945), на момент присвоения звания Героя — гвардии старший лейтенант.

## Биография
Родился 3 мая 1920 года в городе Борисове ныне Минской области Белоруссии в семье рабочего. Еврей. Окончил неполную среднюю школу, а в 1937 году — Минский аэроклуб. До 1938 года жил и учился в Ташкенте. Работал слесарем на заводе.
В Красной Армии с 1938 года. В 1939 году окончил Борисоглебскую школу лётчиков. На фронтах Великой Отечественной войны с ноября 1941 года. Член ВКП(б)/КПСС с 1941 года. Воевал в бомбардировочной авиации на Южном, Закавказском, Степном, 2-м и 1-м Украинских фронтах.
Будучи заместителем командира эскадрильи 80-го гвардейского бомбардировочного авиационного полка (1-я гвардейская бомбардировочная авиационная дивизия, 1-й бомбардировочный авиационный корпус, 5-я Воздушная армия, Степной фронт) в звании гвардии старший лейтенант к августу 1943 года совершил на пикирующем бомбардировщике «Пе-2» сто пятьдесят три успешных боевых вылета на бомбардировку аэродромов, речных переправ, скоплений войск неприятеля, нанеся ему значительный урон в живой силе и боевой технике.
В одном из воздушных боёв в марте 1943 года на Белгородско-Харьковском направлении группа из восемнадцати пикирующих бомбардировщиков «Пе-2», возвращаясь после выполнения боевого задания, внезапно подверглась нападению гитлеровских истребителей, вдвое превосходящих её по численности. Прямым попаданием снаряда была повреждена крылатая машина командира эскадрильи…
Пренебрегая реальной опасностью быть сбитым, своим самолётом заслонил подбитую машину, и принял весь огонь на себя, тем самым, давая командиру, возможность выйти из опасной зоны, а затем сумел посадить свой повреждённый самолёт, имевший около трёх десятков пробоин, с раненым стрелком-радистом, на ближайший советский аэродром, сохранив и самолёт, и экипаж.
Указом Президиума Верховного Совета СССР «О присвоении звания Героя Советского Союза офицерскому составу военно-воздушных сил Красной Армии» от 4 февраля 1944 года за «образцовое выполнение боевых заданий командования на фронте борьбы с немецкими захватчиками и проявленные при этом отвагу и геройство» удостоен звания Героя Советского Союза с вручением ордена Ленина и медали «Золотая Звезда» (№ 3187).
В последние дни войны, в ходе Берлинской наступательной операции 1945 года, в числе первых с воздуха наносил бомбовые удары по столице Гитлеровской Германии Берлину. За годы войны совершил около 300 успешных боевых вылетов, нанося бомбовые удары по скоплениям гитлеровских войск, его боевой техники.
После войны продолжал службу в ВВС. В 1952 году окончил высшие лётно-тактические курсы. С 1972 года  — в запасе.
Жил в Минске. Похоронен на Восточном («Московском») кладбище (участок № 26).

## Награды
Ордена Ленина, Красного Знамени, Александра Невского, Отечественной войны 1-й степени, Красной Звезды, медали.

## Память
Имя Героя носит улица в Борисове Минской области Белоруссии.